# قهوه ارگانیک

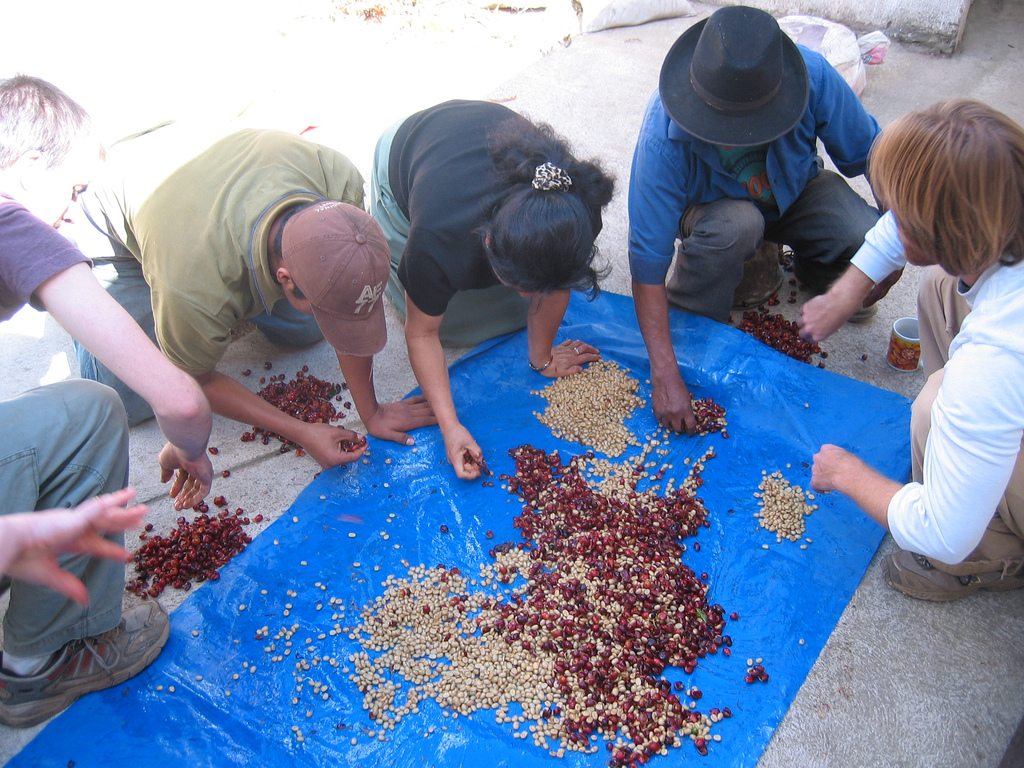
دانه‌های قهوه توسط کارگران و داوطلبان در یک مزرعه قهوه ارگانیک، تجارت عادلانه و سایه دار در گواتمالا مرتب و پالپ می‌شوند.

قهوه ارگانیک قهوه‌ای است که بدون کمک مواد شیمیایی مصنوعی مانند برخی از مواد افزودنی یا برخی آفت‌کش‌ها و علف‌کش‌ها تولید می‌شود.